# Bolaños de Campos
Pour les articles homonymes, voir Bolaños (homonymie).
Bolaños de Campos (appelée Bolaños jusqu'en 1877) est une commune de la province de Valladolid dans la communauté autonome de Castille-et-León en Espagne.

## Sites et patrimoine
- Église San Miguel
- Église anta María
- Rollo jurisdiccional de Bolaños
- El Palacio

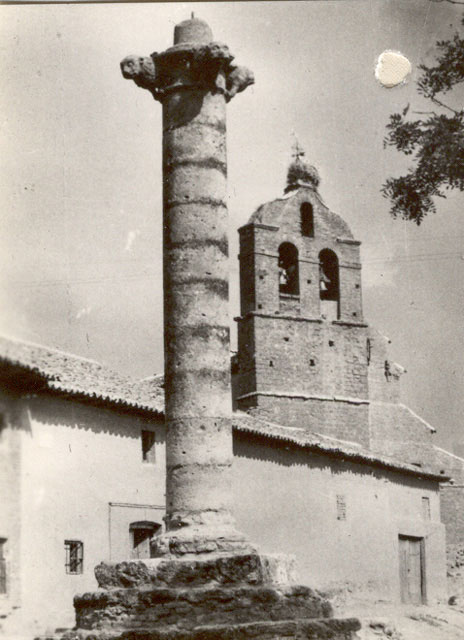
Rollo jurisdiccional. Fondation Joaquín Díaz.